# Richard Shelby
Pour les articles homonymes, voir Shelby.
Richard Craig Shelby, dit Dick Shelby, né le 6 mai 1934 à Birmingham (Alabama), est un homme politique américain. Membre du Parti républicain, il est sénateur de l'Alabama au Congrès des États-Unis de 1987 à 2023.

## Biographie

### Carrière professionnelle
Juriste dans un cabinet de Tuscaloosa de 1963 à 1978, Shelby est procureur de 1963 à 1971 et magistrat fédéral de 1966 à 1970 dans le nord de l'Alabama. Il est membre de l'Association américaine du barreau et de celle de l'Alabama.

### Carrière politique

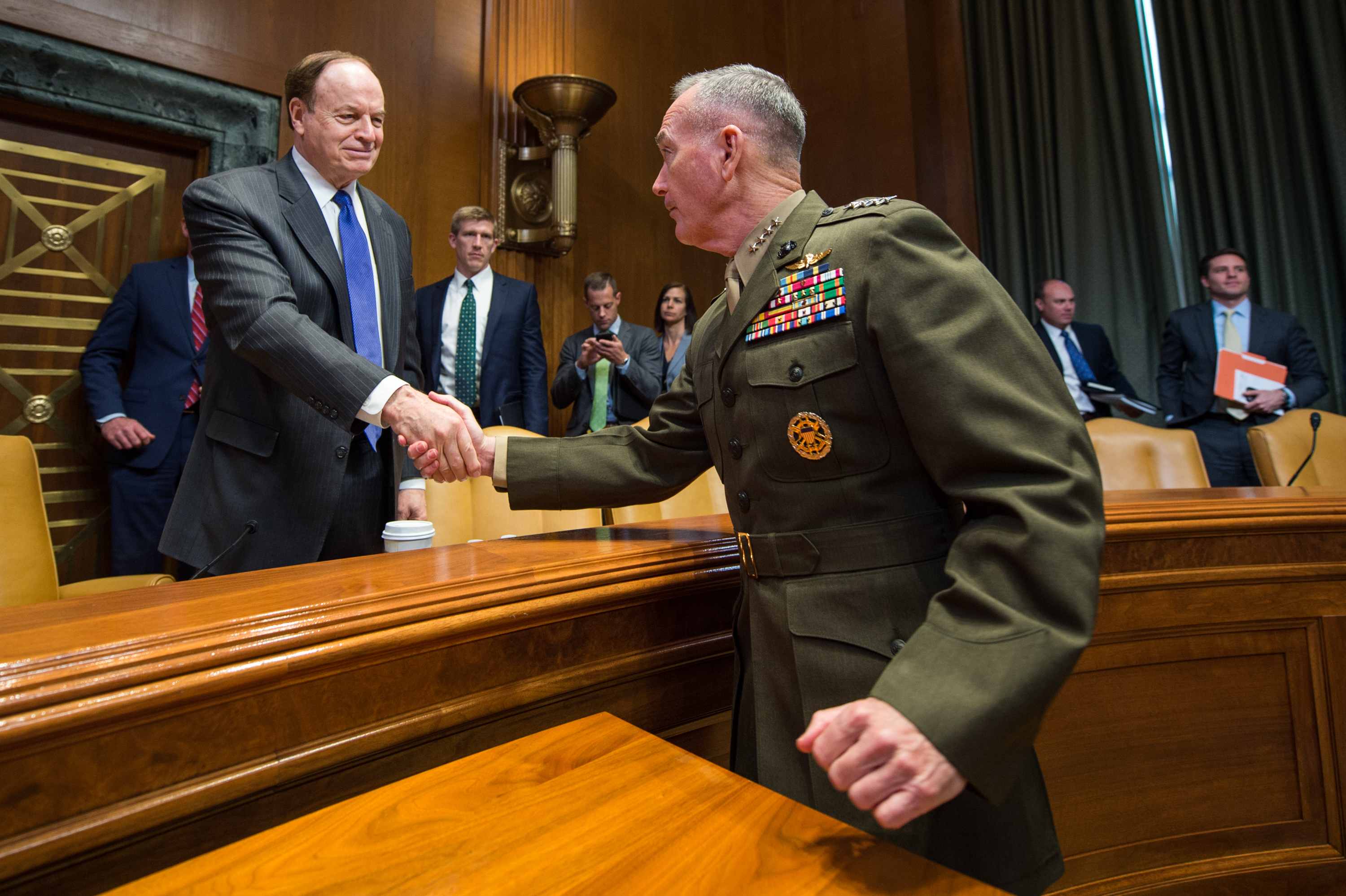
Richard Shelby saluant le général Joseph Dunford avant son audition au Sénat, en 2018.

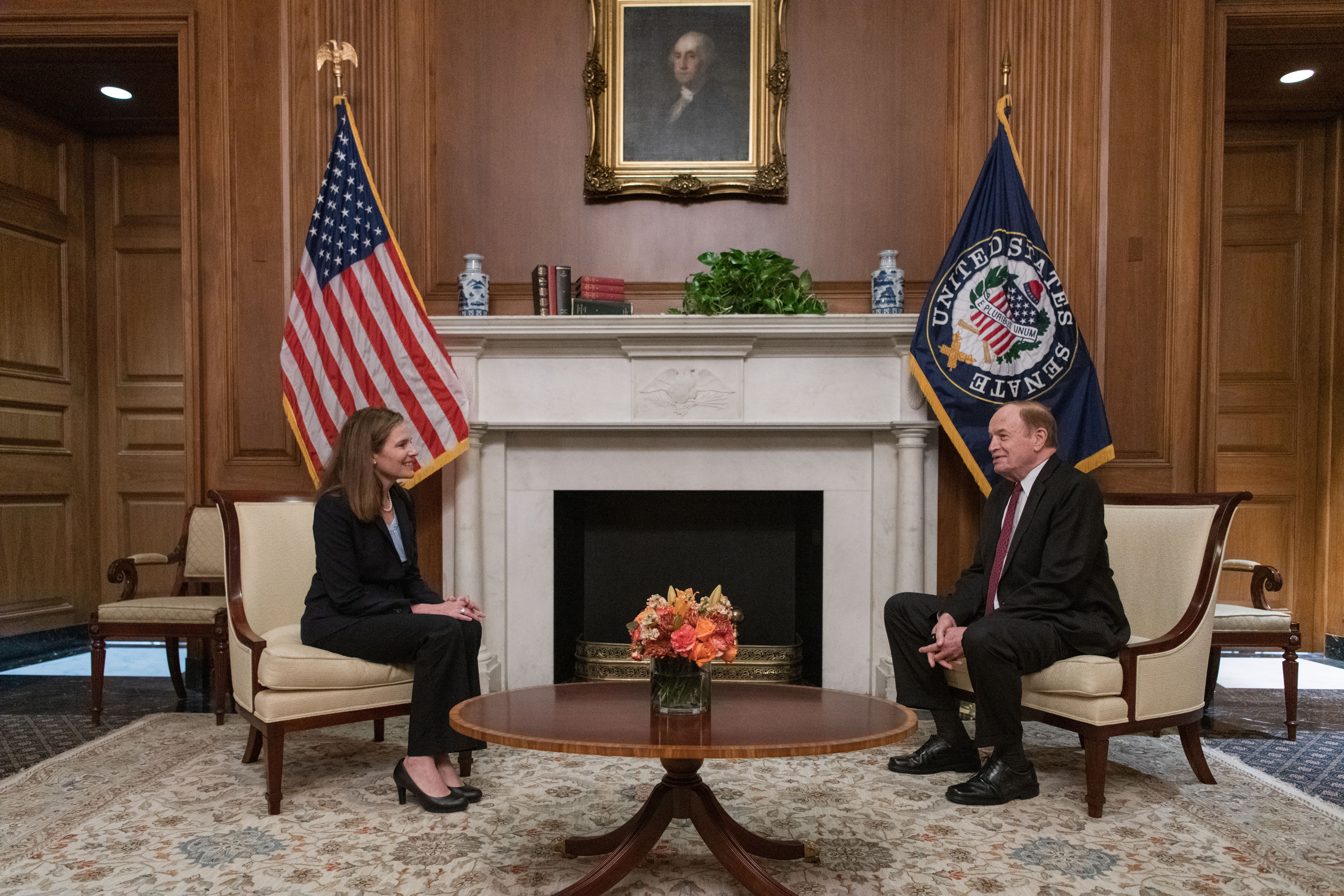
Rencontre entre le sénateur Shelby et Amy Coney Barrett, avant le vote de confirmation du Sénat sur sa nomination à la Cour suprême.

De 1971 à 1979, Shelby est élu au Sénat de l'Alabama dans le 16e district pour le Parti démocrate. En 1978, il est élu à la Chambre des représentants des États-Unis pour le 7e district congressionnel de l'État, où il demeure jusqu'en 1986, date à laquelle il est élu de justesse au Sénat des États-Unis après avoir battu le sénateur sortant Jeremiah Denton, membre du Parti républicain, par 50,2 % des voix contre 49,7 % à Denton. Réélu en 1992 avec 64,8 % des voix, il devient vite un pourfendeur de l'administration du président Bill Clinton, pourtant issu du même parti politique que lui.
Shelby reste cependant affilié à la droite idéologique et conservatrice du Parti démocrate, ceux que l'on appelle les « Dixiecrats ». Il résilie le 9 novembre 1994 son adhésion au Parti démocrate et rejoint la nouvelle majorité républicaine élue au Sénat la veille. En 1998, il est confortablement réélu avec 63,2 % des suffrages contre le démocrate Clayton Suddith, mais pour la première fois sous les couleurs républicaines. En 2004, il est réélu avec plus de 67 % des voix contre Wayne Sowell.
Lors des élections de 2010, il est réélu avec 65 % des voix face au démocrate Ron Sparks. En 2016, il est réélu avec près de 64 % des voix face à Ron Crumpton. Lors de l'élection spéciale de 2017 visant à remplacer Luther Strange, nommé sénateur par le gouverneur Robert J. Bentley en raison de la démission de Jeff Sessions pour devenir procureur général des États-Unis, Shelby annonce qu'il ne votera pas pour Roy Moore, candidat du Parti républicain, en raison d'accusations de harcèlement sexuel auxquelles il fait face. Le démocrate Doug Jones remporte l'élection.
Shelby est membre de plusieurs commissions et de sous-commissions sénatoriales, telles que la défense, la sécurité nationale, la santé, l'éducation, les opérations à l'étranger, les transports ou le trésor.
En février 2021, il annonce qu'il ne sera pas candidat à sa réélection pour un septième mandat lors des  élections de 2022. Son ancienne chef de cabinet Katie Britt remporte le scrutin et lui succède en janvier 2023.

### Vie privée
Avec son épouse Annette, Richard Shelby a deux enfants.

## Prises de position
Sénateur sudiste connu pour ses positions ultra-conservatrices, Shelby est opposé au contrôle des armes à feu, à l'avortement et est favorable à un amendement constitutionnel interdisant le mariage homosexuel et à une loi imposant l'anglais comme langue officielle des États-Unis. C'est un partisan convaincu des baisses d'impôts pratiqués par le gouvernement de George W. Bush.
Shelby est cependant considéré comme un homme politique indépendant et libre d'esprit. Cet ancien « Dixiecrat » est ainsi membre de la coalition centriste du Sénat qui regroupe des démocrates et des républicains modérés.

## Accusations
En 2004, Shelby est officiellement accusé par une enquête fédérale d'avoir divulgué à Fox News des informations classifiées sur les attentats du 11 septembre 2001 lorsqu'il était membre de la commission des services secrets du sénat.
Si des charges criminelles n'ont pas été retenues contre lui, le dossier a été transmis à la commission d'éthique du Sénat qui aurait pu prendre des sanctions politiques contre lui.